# Fotografická expedice

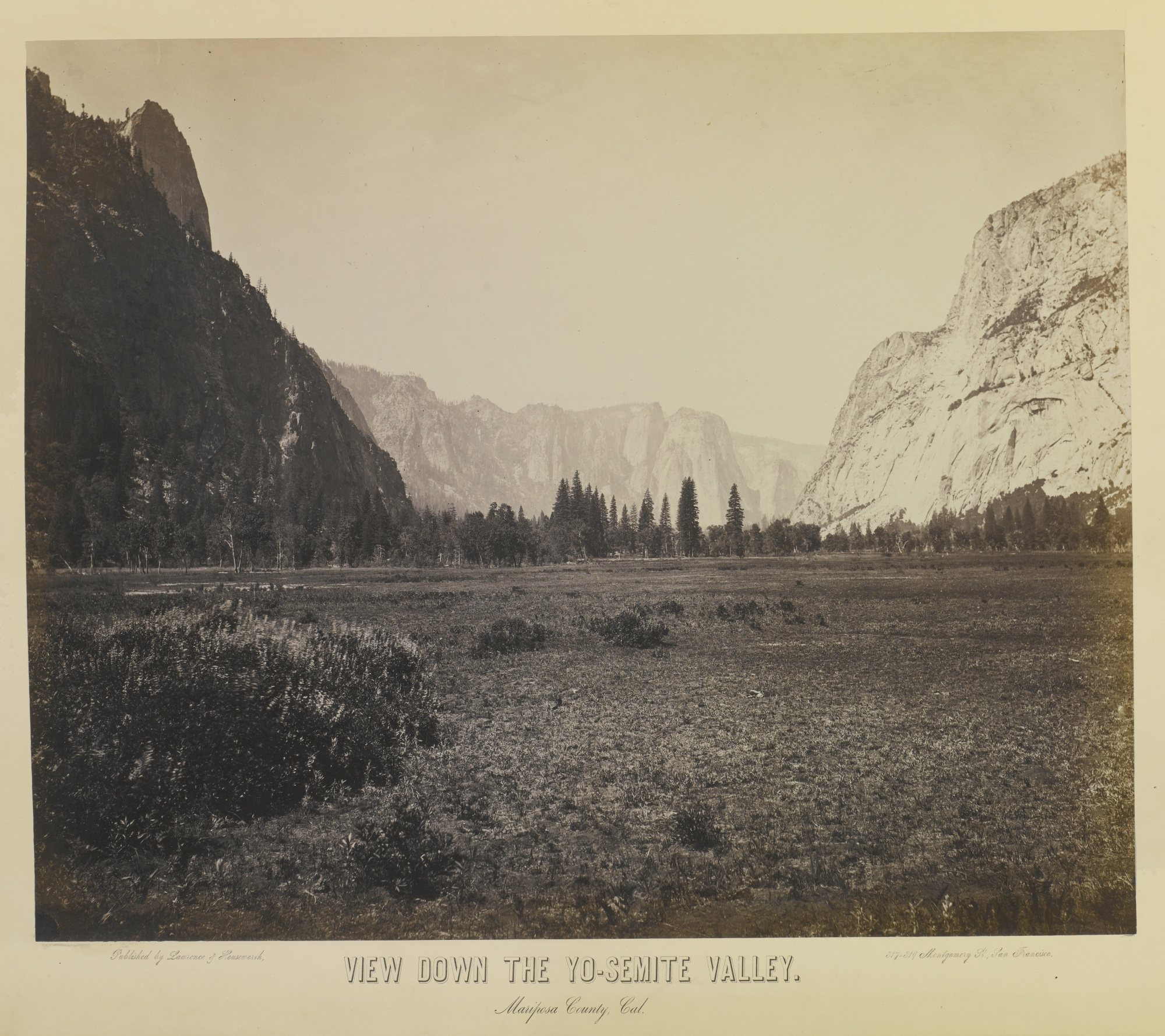
Fotografie Yosemitské údolí z fotoexpedice Charlese Leander Weeda, 1864

Fotografická expedice je součástí cestovatelské fotografie. Je to výprava zaměřená na pořízení co nejkvalitnějších fotografií, nebo na plošné zdokumentování události nebo místa. Může být zcela nezávisle organizovány jednotlivcem, či předmětem podnikání cestovních kanceláří, nebo cílem zájmových klubů cestovatelů. V minulosti i dnes hrály často cestovatelské expedice také politickou roli. Lze sem zahrnout reportážní, novinářskou, krajinářskou, ale také portrétní fotografii.

## Historie

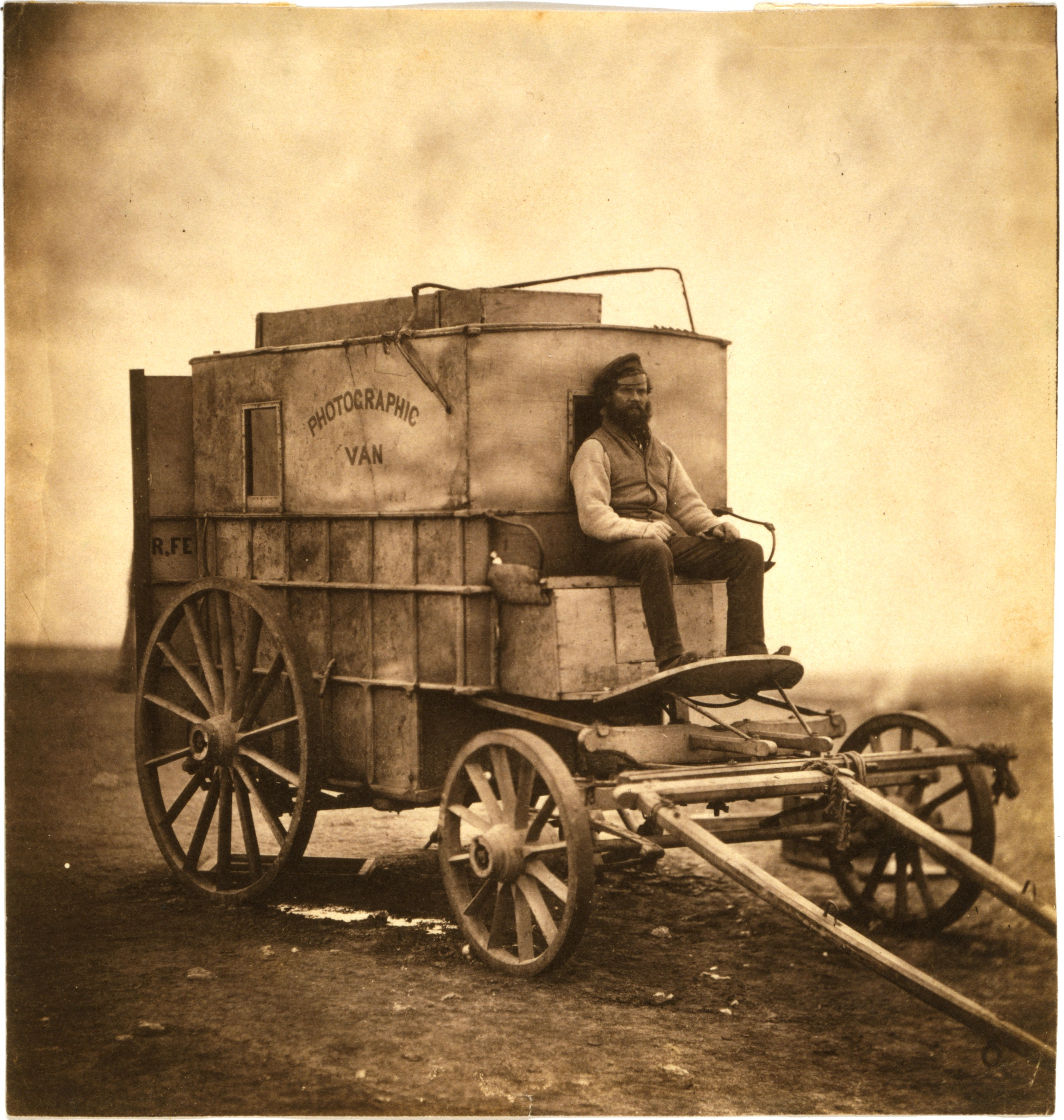
Fentonův asistent a jeho fotografický pojízdný vůz Photographic Van tažený koňmi vybavený temnou komorou, 5 kamerami pro kolodiový proces, 700 skleněnými deskami, chemikáliemi, zásobami a nářadím

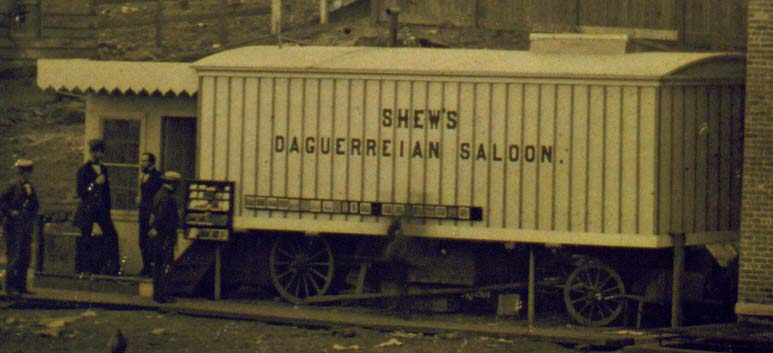
Daguerreotypický salón Williama Shewa

Prvopočátky fotografických expedic sahají do 40. let 19. století. Mezi lety 1841 a 1844 pořídil stovky daguerrotypických snímků krajin ve východním středomoří francouzský fotograf Joseph-Philibert Girault de Prangey. Jedná se o jsou jedny z nejranějších dochovaných fotografií Řecka, Palestiny, Egypta, Sýrie a Turecka. Mokrý kolodiový proces z roku 1851 rychle nahradil předešlé postupy – daguerrotypii a především kalotypii. Poskytoval kvalitní obraz s bohatším podáním polotónů a přesnější vykreslení podrobností a negativní skleněné desky ho umožnily kvalitně reprodukovat a také výrazně zkrátili expoziční čas na jednotlivé sekundy. Nevýhodou tohoto procesu bylo, že po celou dobu musely desky zůstat vlhké až do momentu expozice. Vzhledem k tomu, že kolodium schne rychle, musely se desky připravovat těsně před fotografováním – jejich vysušováním se totiž výrazně snižovala citlivost – a fotograf tak musel na cestě za pořízením snímků nosit celou příruční laboratoř a temnou komoru. Váha celého příslušenství dosahovala přibližně 50 kilogramů.
Někteří krajináři fotografovali jenom ve svých zemích, jiní se vydávali na daleké cesty do oblastí, o kterých měla společnost té doby málo obrazových informací. Uskutečňovaly se expedice do dalekých neznámých krajin, které poskytovaly neobyčejné záběry. Evropa, Asie, Dálný východ a Afrika poskytovaly fotografům nepřeberné množství námětů, které zachycené na fotografiích byly považovány za „autentické“, rozšiřovaly vzdělání a obohacovaly lidské vědění. Od padesátých let 19. století se začala psát historie takzvané cestovatelské fotografie. Jedni fotografovali pro své potěšení, druzí své snímky prodávali příznivcům s populárně vědeckými zájmy, další čerpali význam pro archeologii nebo etnologii. Po roce 1860 se vznikala na odlehlých místech fotografická studia, která prodávala pohlednice přímo turistům. Mezi průkopníky se řadí například Francis Bedford, George Bridges, Maxime Du Camp, Solomon Nunes Carvalho nebo Francis Frith.
S postupujícím rozvojem techniky v polovině 19. století dostali fotografové možnost využívat zkracující se dobu expozice, osvobodit se a vytvořit nový styl práce. Přemístili se ze svých ateliérů do exteriérů, na bojiště, přes oceány a do vzdálených pouští. Rozvíjely se mobilní fotografické ateliéry. Daguerreotypický salón Williama Shewa, fotografická dodávka Photographic Van Rogera Fentona nebo vagón What-is-it? Mathewa Bradyho nastavily standardy reportážní, krajinářské a portrétní fotografie druhé poloviny devatenáctého století.
Jedním z cestovatelských fotografů byl Brit Roger Fenton (1819 – 1869), který cestoval se svou pojízdnou fotografickou komorou Photographic Van. Kromě průkopnických reportážních snímků z Krymské války nasnímal celou řadu krajinářských fotografií. Protože v té době neexistoval příliš citlivý materiál na světlo, mohl Fenton snímat pouze nepohyblivé objekty, většinou pózy. Expoziční doba byla 3-20 sekund. Fotografoval však také krajinu, včetně oblastí blízko Light Brigade popsaném v proslulém Tennysonově snímku "Útok na Light Brigade" byl příznačně nazván tzv. Údolím smrti. Fenton pojmenoval své fotografie podobně: Údolí stínu smrti. Navzdory vysokým teplotám, několika zlomeným žebrům a choleře, se mu podařilo pořídit více než 350 použitelných velkoformátových negativů. V roce 1855 po něm převzali reportáže z Krymské války James Robertson a Felice Beato. Výstava 312 tisků se brzy uskutečnila v Pall Mall v Londýně.
Mathew B. Brady (1822 – 1896) byl americký novinářský fotograf působící v období americké občanské války a známý portrétista. Je považován za jednoho z otců fotožurnalismu. Brady při fotografování v živě rozprouděné civilní válce velmi riskoval. Ohrožoval svou kariéru, pověst i zdraví. Právě tím se zapsal nesmazatelně do historie amerického fotografování. Zaměstnával několik významných fotografů, jako například Alexandera Gardnera, Jamese Gardnera, Timothyho O'Sullivana, Williama Pywella, George N. Barnarda a dalších osmnáct mužů, kteří byli ochotni kdykoliv vyjít ven do rozpoutané války a fotografovat scény z americké občanské války. Brady zůstával většinou ve Washingtonu, D. C., kde organizoval své asistenty a zřídka navštívil bitevní pole osobně. To bylo zčásti také kvůli tomu, že se Bradymu od roku 1850 začal rapidně zhoršovat zrak. Pro firmu Mathew Brady Studios, která prodávala fotografie zájemcům o historii a grafiku, pracoval také Andrew Joseph Russel. Ten pro Bradyho pořídil například známý snímek s názvem Konfederační mrtví za kamennou zdí po bitvě u Chancellorsville v květnu 1863.
Kristen Feilberg (1839–1919) je jedním z mnoha dánských fotografů známý hlavně svými snímky pořízenými daleko za hranicemi své země. Od roku 1860 až do roku 1890 se Feilberg účastnil expedice na Sumatru, do Singapuru a Penangu. V roce 1867 vystavoval fotografie na výstavě v Paříži a v roce 1870 se připojil k expedici do zemí Bataků na východní Sumatru, kde úspěšně pořídil desítky národopisných obrázků.
Opomenut nemůže být Erwin Dubský (1836–1909), příslušník starého českého, později moravského rodu Dubských z Třebomyslic a fregatní kapitán, který na svých cestách navštívil exotické krajiny Dálného Východu, a které zdokumentoval prostřednictvím jedinečné kolekce předmětů z Japonska, Číny a Severní Ameriky včetně podrobných deníkových zápisů, jejichž významná část je dodnes uložena v prostorách zámku v Lysicích. Jako nejvýznamnější expedice je označována ta do Japonska, kterou sám Erwin Dubský nazýval Cesta kolem světa na korvetě Erzherzog Friedrich, a jež se datuje od nalodění 23. prosince 1873, vyplutím z přístavu Pula dne 16. května 1874 a končí přistáním 21. června 1876 a vyloděním v domovském přístavu 13. srpna 1876. Jako nejvýznačnější se jeví především sbírka 506 kusů albuminových fotografií, která má podobu souboru vyobrazení dokumentujících průběh expedice. Jedná se o krajinné a sídelní veduty, panoramatické snímky exotických přístavů, snímky v antropologickém pojetí místních typů obyvatel včetně detailů jejich oblékání a rekvizit každodenního života. Soubor fotografií je adjustován do devíti alb s názvem Von der Weltumsegelung S. M. Corvette Erzh: Friedrich 1874–1876. Tři z nich, menší, obsahují portrétní fotografie ručně kolorované a tzv. typy. Dalších šest alb, ve větším formátu, obsahuje fotografie krajin a místních pamětihodností. Fotografie jsou podlepeny kartonem, očíslovány a obsahují krátký popisek. Byli identifikováni tito autoři: Raimund von Stillfried – Ratenicz, Felice Beato, Francis Chit, Ueno Hikoma, Ičida Sóta a další. Vyobrazení na fotografiích doplňuje Erwin Dubský detailním popisem místních reálií a líčením průběhu expedice ve svých rukopisných denících. Mají formu plavebního deníku a na 192 foliantech shrnují záznamy z let 1851–1884 z jednotlivých plaveb včetně samotné plavby na korvetě Erzherzog Friedrich, která začíná zápisem 23. prosince 1873.

## Současnost
Fotografické expedice se nemusí orientovat pouze na Zemi, ale s rozvojem výzkumu vesmíru se fotoaparáty staly součástí také tohoto programu. V rámci astrofotografie jsou to velké projekty jako například HiRISE, Hazcam, Navcam, Pancam, High Resolution Stereo Camera nebo Mars Hand Lens Imager.

## Popis
Hlavní faktory fotoexpedic se značně odlišují od zájezdů. Patří mezi ně především světelné podmínky (v souvislosti s klíčovou úlohou světla) v dané oblasti a dále počet objektů a dostupný čas, ve kterém se má tato expedice odehrát. Nezanedbatelný faktor má rovněž mobilita účastníků, neboť fotografické vybavení může být značně rozměrné a těžké; jeho přeprava si pak vyžaduje důkladnou logistickou podporu.